# París-Tours 1950
La París-Tours 1950 fue la 44.ª edición de la clásica París-Tours. Se disputó el 7 de mayo de 1950 y el vencedor final fue el francés André Mahé, que se presentó en la línea de meta con ocho segundos de ventaja sobre el pelotón.  

## Clasificación general[3]
|    | Ciclista          | Equipo   | Tiempo     |
| -- | ----------------- | -------- | ---------- |
| 1  | André Mahé        |          | 6h 20' 55" |
| 2  | Urbain Caffi      | -        | a 8"       |
| 3  | Guy Lapébie       | -        | m.t.       |
| 4  | Jean Bogaerts     | -        | m.t.       |
| 5  | Emile Idée        | -        | m.t.       |
| 6  | Roger Quegnet     | -        | m.t.       |
| 7  | Galliano Pividori | Automoto | m.t.       |
| 8  | Robert Desbats    | -        | m.t.       |
| 9  | Alphonse Devreese | -        | m.t.       |
| 10 | Jean Lauk         |          | m.t.       |